# Tournoi féminin de handball aux Jeux olympiques d'été de 2008
Cet article traite de l'épreuve féminine. Pour la compétition masculine, voir Tournoi masculin de handball aux Jeux olympiques d'été de 2008.
Navigation
Athènes 2004 Londres 2012
Le tournoi féminin de handball aux Jeux olympiques d'été de 2008 se tient à Pékin du 9 août au 23 août 2008. 

## Qualifications
| Compétition                                  | Dates                 | Lieu       | Places                | Qualifiés             |
| -------------------------------------------- | --------------------- | ---------- | --------------------- | --------------------- |
| Pays organisateur                            | -                     | -          | 1                     | Chine                 |
| Championnat d'Europe 2006                    | 7 au 17 décembre 2006 | Suède      | 1                     | Norvège               |
| Jeux panaméricains 2007                      | 14 au 29 juillet 2007 | Brésil     | 1                     | Brésil                |
| Tournoi asiatique de qualification olympique | 25 au 29 août 2007    | Kazakhstan | 1                     | Kazakhstan            |
| Championnats du monde 2007                   | 2 au 16 décembre 2007 | France     | 1                     | Russie                |
| Championnat d'Afrique des nations 2008       | 8 au 17 janvier 2008  | Angola     | 1                     | Angola                |
| Tournoi de qualification olympique 1         | 28 au 30 mars 2008    | Allemagne  | 2                     | Allemagne, Suède      |
| Tournoi de qualification olympique 2         | 28 au 30 mars 2008    | Roumanie   | 2                     | Roumanie, Hongrie     |
| Tournoi de qualification olympique 3         | 28 au 30 mars 2008    | France     | 2                     | France, Corée du Sud  |
| Total                                        | Total                 | Total      | 12 équipes qualifiées | 12 équipes qualifiées |

## Tour préliminaire

### Groupe A
|   | Équipe     | Pts | J | G | N | P | Bp  | Bc  | Diff | Dép |
| - | ---------- | --- | - | - | - | - | --- | --- | ---- | --- |
| 1 | Norvège    | 10  | 5 | 5 | 0 | 0 | 154 | 106 | 48   | /   |
| 2 | Roumanie   | 8   | 5 | 4 | 0 | 1 | 150 | 112 | 38   | /   |
| 3 | Chine      | 4   | 5 | 2 | 0 | 3 | 122 | 135 | -13  | +3  |
| 4 | France     | 4   | 5 | 2 | 0 | 3 | 121 | 128 | -7   | -3  |
| 5 | Kazakhstan | 3   | 5 | 1 | 1 | 3 | 109 | 137 | -28  | /   |
| 6 | Angola     | 1   | 5 | 0 | 1 | 4 | 109 | 147 | -38  | /   |

| Date         | Équipe 1   | Score   | Équipe 2   |
| ------------ | ---------- | ------- | ---------- |
| 9 août 2008  | France     | 32 – 21 | Angola     |
| 9 août 2008  | Roumanie   | 31 – 19 | Kazakhstan |
| 9 août 2008  | Norvège    | 30 – 23 | Chine      |
| 11 août 2008 | Kazakhstan | 18 – 21 | France     |
| 11 août 2008 | Angola     | 17 – 31 | Norvège    |
| 11 août 2008 | Chine      | 20 – 34 | Roumanie   |
| 13 août 2008 | Roumanie   | 34 – 26 | France     |
| 13 août 2008 | Chine      | 32 – 24 | Angola     |
| 13 août 2008 | Norvège    | 35 – 19 | Kazakhstan |
| 15 août 2008 | Kazakhstan | 29 – 26 | Chine      |
| 15 août 2008 | Roumanie   | 28 – 23 | Angola     |
| 15 août 2008 | France     | 24 – 34 | Norvège    |
| 17 août 2008 | Angola     | 24 – 24 | Kazakhstan |
| 17 août 2008 | Norvège    | 24 – 23 | Roumanie   |
| 17 août 2008 | France     | 18 – 21 | Chine      |

### Groupe B
|   | Équipe       | Pts | J | G | N | P | Bp  | Bc  | Diff |
| - | ------------ | --- | - | - | - | - | --- | --- | ---- |
| 1 | Russie       | 9   | 5 | 4 | 1 | 0 | 148 | 125 | 23   |
| 2 | Corée du Sud | 7   | 5 | 3 | 1 | 1 | 155 | 127 | 28   |
| 3 | Hongrie      | 6   | 5 | 2 | 2 | 1 | 129 | 142 | -13  |
| 4 | Suède        | 4   | 5 | 2 | 0 | 3 | 123 | 137 | -14  |
| 5 | Brésil       | 3   | 5 | 1 | 1 | 3 | 124 | 137 | -13  |
| 6 | Allemagne    | 2   | 5 | 1 | 0 | 4 | 123 | 134 | -11  |

| Date         | Équipe 1     | Score   | Équipe 2     |
| ------------ | ------------ | ------- | ------------ |
| 9 août 2008  | Hongrie      | 30 – 24 | Suède        |
| 9 août 2008  | Russie       | 29 – 29 | Corée du Sud |
| 9 août 2008  | Allemagne    | 24 – 22 | Brésil       |
| 11 août 2008 | Brésil       | 28 – 28 | Hongrie      |
| 11 août 2008 | Corée du Sud | 30 – 20 | Allemagne    |
| 11 août 2008 | Suède        | 24 – 28 | Russie       |
| 13 août 2008 | Russie       | 28 – 19 | Brésil       |
| 13 août 2008 | Corée du Sud | 31 – 23 | Suède        |
| 13 août 2008 | Allemagne    | 24 – 25 | Hongrie      |
| 15 août 2008 | Brésil       | 33 – 32 | Corée du Sud |
| 15 août 2008 | Allemagne    | 26 – 27 | Suède        |
| 15 août 2008 | Hongrie      | 24 – 33 | Russie       |
| 17 août 2008 | Suède        | 25 – 22 | Brésil       |
| 17 août 2008 | Russie       | 30 – 29 | Allemagne    |
| 17 août 2008 | Hongrie      | 22 – 33 | Corée du Sud |

## Phase finale
|  | Quarts de finale  | Quarts de finale |              |              | Demi-finales           | Demi-finales           |    |  | Finale  | Finale  |
|  | Quarts de finale  | Quarts de finale |              |              | Demi-finales           | Demi-finales           |    |  | Finale  | Finale  |
|  |                   |                  |              |              |                        |                        |    |  |         |         |
|  | 19 août           | 19 août          |              |              | 21 août                | 21 août                |    |  | 23 août | 23 août |
|  | 19 août           | 19 août          |              |              | 21 août                | 21 août                |    |  | 23 août | 23 août |
|  | [A1] Roumanie     | 30               |              |              | 21 août                | 21 août                |    |  | 23 août | 23 août |
|  | [A1] Roumanie     | 30               |              |              | 21 août                | 21 août                |    |  | 23 août | 23 août |
|  | [B4] Hongrie      | 34               |              |              | 21 août                | 21 août                |    |  | 23 août | 23 août |
|  | [B4] Hongrie      | 34               | Hongrie      | 20           |                        |                        |    |  | 23 août | 23 août |
|  | 19 août           |                  | Hongrie      | 20           |                        |                        |    |  | 23 août | 23 août |
|  |                   | Russie           | 22           |              |                        |                        |    |  | 23 août | 23 août |
|  | [A3] Russie       | Russie           | 22           | 32a2p        |                        |                        |    |  | 23 août | 23 août |
|  | [A3] Russie       |                  |              | 32a2p        |                        |                        |    |  | 23 août | 23 août |
|  | [B2] France       | 31               |              |              |                        |                        |    |  | 23 août | 23 août |
|  | [B2] France       | 31               | Russie       | 27           |                        |                        |    |  |         |         |
|  | 19 août           |                  | Russie       | 27           |                        |                        |    |  |         |         |
|  |                   | Norvège          | 34           |              |                        |                        |    |  |         |         |
|  | [A2] Corée du Sud | Norvège          | 34           | 31           |                        |                        |    |  |         |         |
|  | [A2] Corée du Sud | 21 août          |              | 31           |                        |                        |    |  |         |         |
|  | [B3] Chine        | 23               |              |              |                        |                        |    |  |         |         |
|  | [B3] Chine        | 23               | Corée du Sud | 28           |                        |                        |    |  |         |         |
|  | 19 août           | 19 août          | Corée du Sud | 28           | Match pour la 3e place | Match pour la 3e place |    |  |         |         |
|  | 19 août           | 19 août          |              | Norvège      | Match pour la 3e place | Match pour la 3e place | 29 |  |         |         |
|  | [A4] Norvège      | 31               | 23 août      | 23 août      |                        |                        | 29 |  |         |         |
|  | [A4] Norvège      | 31               | 23 août      | 23 août      |                        |                        |    |  |         |         |
|  | [B1] Suède        | 24               |              | Corée du Sud | 33                     |                        |    |  |         |         |
|  | [B1] Suède        | 24               |              | Corée du Sud | 33                     |                        |    |  |         |         |
|  |                   |                  |              |              |                        |                        |    |  | Hongrie | 28      |
|  |                   |                  |              |              |                        |                        |    |  | Hongrie | 28      |

### Quarts de finale
| 19 août 2008 12h00 | Norvège          | 31 - 24   | Suède               | Gymnase du centre sportif olympique de Pékin Arbitrage : Baum et Góralczyk |
| 19 août 2008 12h00 | Larsen, Lybekk 6 | (16 - 10) | Linnea Torstenson 6 | Gymnase du centre sportif olympique de Pékin Arbitrage : Baum et Góralczyk |
| 19 août 2008 12h00 | ×3 ×4            | Rapport   | ×4 ×2               | Gymnase du centre sportif olympique de Pékin Arbitrage : Baum et Góralczyk |

| 19 août 2008 14h15 | Roumanie         | 30 - 34   | Hongrie            | Gymnase du centre sportif olympique de Pékin Arbitrage : Liudowyk et Vakula |
| 19 août 2008 14h15 | Ramona Farcău 11 | (16 - 14) | Mónika Kovacsicz 7 | Gymnase du centre sportif olympique de Pékin Arbitrage : Liudowyk et Vakula |
| 19 août 2008 14h15 | ×3 ×2            | Rapport   | ×3 ×7 ×1           | Gymnase du centre sportif olympique de Pékin Arbitrage : Liudowyk et Vakula |

| 19 août 2008 18h00 | Corée du Sud     | 31 - 23   | Chine           | Gymnase du centre sportif olympique de Pékin Arbitrage : Aires Menezes et Aparecido Pinto |
| 19 août 2008 18h00 | Park Chung-hee 8 | (16 - 12) | Huang Dongjie 5 | Gymnase du centre sportif olympique de Pékin Arbitrage : Aires Menezes et Aparecido Pinto |
| 19 août 2008 18h00 | ×3 ×4            | Rapport   | ×4 ×1           | Gymnase du centre sportif olympique de Pékin Arbitrage : Aires Menezes et Aparecido Pinto |

| 19 août 2008 20h15 | Russie           | 32 - 31 (ap)       | France            | Gymnase du centre sportif olympique de Pékin Arbitrage : Liu et Liu |
| 19 août 2008 20h15 | Irina Bliznova 6 | (12 - 16, 24 - 24) | Mariama Signaté 7 | Gymnase du centre sportif olympique de Pékin Arbitrage : Liu et Liu |
| 19 août 2008 20h15 | Prol. : 4-4, 4-3 |                    |                   | Gymnase du centre sportif olympique de Pékin Arbitrage : Liu et Liu |
| 19 août 2008 20h15 | ×4 ×2            | Rapport            | ×4                | Gymnase du centre sportif olympique de Pékin Arbitrage : Liu et Liu |

### Demi-finales
| 21 août 2008 18h00 | Norvège                | 29 - 28   | Corée du Sud   | Palais national omnisports de Pékin Arbitrage : Breto et Huelin |
| 21 août 2008 18h00 | Hammerseng, Johansen 6 | (14 - 15) | Moon Pil-hee 9 | Palais national omnisports de Pékin Arbitrage : Breto et Huelin |
| 21 août 2008 18h00 | ×2 ×3                  | Rapport   | ×3 ×2          | Palais national omnisports de Pékin Arbitrage : Breto et Huelin |

| 21 août 2008 20h15 | Hongrie      | 20 - 22  | Russie           | Palais national omnisports de Pékin Arbitrage : Baum et Góralczyk |
| 21 août 2008 20h15 | Tímea Tóth 5 | (9 - 14) | Irina Bliznova 7 | Palais national omnisports de Pékin Arbitrage : Baum et Góralczyk |
| 21 août 2008 20h15 | ×4 ×6        | Rapport  | ×3 ×7 ×1         | Palais national omnisports de Pékin Arbitrage : Baum et Góralczyk |

### Match pour la médaille de bronze
| 23 août 2008 13h30 | Corée du Sud    | 33 - 28   | Hongrie             | Palais national omnisports de Pékin Arbitrage : Chernega et Poladenko |
| 23 août 2008 13h30 | Moon Pil-hee 10 | (13 - 15) | Bernadett Ferling 7 | Palais national omnisports de Pékin Arbitrage : Chernega et Poladenko |
| 23 août 2008 13h30 | ×3              | Rapport   | ×3 ×7               | Palais national omnisports de Pékin Arbitrage : Chernega et Poladenko |

### Finale
| 23 août 2008 15h45 | Norvège                   | 34 - 27   | Russie           | Palais national omnisports de Pékin Arbitrage : Bord et Buy |
| 23 août 2008 15h45 | Linn Kristin Riegelhuth 9 | (18 - 13) | Irina Bliznova 6 | Palais national omnisports de Pékin Arbitrage : Bord et Buy |
| 23 août 2008 15h45 | ×3                        | Rapport   | ×2               | Palais national omnisports de Pékin Arbitrage : Bord et Buy |

## Tournoi de classement
|  | Demi-finales de classement | Demi-finales de classement |                        |    | Match pour la 5e place | Match pour la 5e place |
|  | Demi-finales de classement | Demi-finales de classement |                        |    | Match pour la 5e place | Match pour la 5e place |
|  |                            |                            |                        |    |                        |                        |
|  | 21 août                    | 21 août                    |                        |    | 23 août                | 23 août                |
|  | 21 août                    | 21 août                    |                        |    | 23 août                | 23 août                |
|  | Suède                      | 19                         |                        |    | 23 août                | 23 août                |
|  | Suède                      | 19                         |                        |    | 23 août                | 23 août                |
|  | Chine                      | 20                         |                        |    | 23 août                | 23 août                |
|  | Chine                      | 20                         | Chine                  | 23 |                        |                        |
|  | 22 août                    |                            | Chine                  | 23 |                        |                        |
|  |                            | France                     | 31                     |    |                        |                        |
|  | Roumanie                   | France                     | 31                     | 34 |                        |                        |
|  | Roumanie                   |                            |                        | 34 |                        |                        |
|  | France                     | 36a2p                      |                        |    |                        |                        |
|  | France                     | 36a2p                      | Match pour la 7e place |    |                        |                        |
|  |                            |                            |                        |    |                        |                        |
|  | 23 août                    |                            |                        |    |                        |                        |
|  |                            |                            |                        |    |                        |                        |
|  | Suède                      | 30                         |                        |    |                        |                        |
|  | Suède                      | 30                         |                        |    |                        |                        |
|  | Roumanie                   | 34                         |                        |    |                        |                        |
|  | Roumanie                   | 34                         |                        |    |                        |                        |

### Demi-finales de classement
| 21 août 2008 12h00 | Suède               | 19 - 20 | Chine         | Palais national omnisports de Pékin Arbitrage : Karbas-Chi et Kolahdouzan |
| 21 août 2008 12h00 | Linnea Torstenson 6 | (7 - 8) | Wang Shasha 7 | Palais national omnisports de Pékin Arbitrage : Karbas-Chi et Kolahdouzan |
| 21 août 2008 12h00 | ×4 ×5               | Rapport | ×3            | Palais national omnisports de Pékin Arbitrage : Karbas-Chi et Kolahdouzan |

| 21 août 2008 14h15 | Roumanie         | 34 - 36 (ap)       | France           | Palais national omnisports de Pékin Arbitrage : Līcis et Stoļarovs |
| 21 août 2008 14h15 | Ramona Farcău 9  | (13 - 12, 27 - 27) | Paule Baudouin 7 | Palais national omnisports de Pékin Arbitrage : Līcis et Stoļarovs |
| 21 août 2008 14h15 | Prol. : 4-4, 3-5 |                    |                  | Palais national omnisports de Pékin Arbitrage : Līcis et Stoļarovs |
| 21 août 2008 14h15 | ×4 ×8            | Rapport            | ×4 ×8            | Palais national omnisports de Pékin Arbitrage : Līcis et Stoļarovs |

### Match pour la7eplace
| 23 août 2008 8h00 | Suède              | 30 - 34   | Roumanie                | Palais national omnisports de Pékin Arbitrage : Elmoamli et Shaban Ali |
| 23 août 2008 8h00 | Isabelle Gulldén 9 | (15 - 17) | Meiroșu, Stanca-Gâlcă 6 | Palais national omnisports de Pékin Arbitrage : Elmoamli et Shaban Ali |
| 23 août 2008 8h00 | ×4                 | Rapport   | ×3 ×2                   | Palais national omnisports de Pékin Arbitrage : Elmoamli et Shaban Ali |

### Match pour la5eplace
| 23 août 2008 10h15 | Chine     | 23 - 31   | France                        | Palais national omnisports de Pékin Arbitrage : Krstić et Ljubič |
| 23 août 2008 10h15 | Liu Yun 7 | (10 - 15) | Herbrecht, Pecqueux-Rolland 7 | Palais national omnisports de Pékin Arbitrage : Krstić et Ljubič |
| 23 août 2008 10h15 | ×3 ×1     | Rapport   | ×3 ×1                         | Palais national omnisports de Pékin Arbitrage : Krstić et Ljubič |

## Classement final
| Rang                                | Équipe       | V | N | D | Bp  | Bc  | Diff |  |
| ----------------------------------- | ------------ | - | - | - | --- | --- | ---- |  |
| Médaille d'or, Jeux olympiques      | Norvège      | 8 | 0 | 0 | 248 | 185 | 63   |  |
| Médaille d'argent, Jeux olympiques  | Russie       | 6 | 1 | 1 | 229 | 210 | 19   |  |
| Médaille de bronze, Jeux olympiques | Corée du Sud | 5 | 1 | 2 | 247 | 207 | 40   |  |
| 4                                   | Hongrie      | 3 | 1 | 4 | 211 | 227 | -16  |  |
|                                     |              |   |   |   |     |     |      |  |
| 5                                   | France       | 4 | 0 | 4 | 219 | 217 | 2    |  |
| 6                                   | Chine        | 3 | 0 | 5 | 188 | 216 | -28  |  |
| 7                                   | Roumanie     | 5 | 0 | 3 | 248 | 212 | 36   |  |
| 8                                   | Suède        | 2 | 0 | 6 | 196 | 222 | -26  |  |
|                                     |              |   |   |   |     |     |      |  |
| 9                                   | Brésil       | 1 | 1 | 3 | 124 | 137 | -13  |  |
| 10                                  | Kazakhstan   | 1 | 1 | 3 | 109 | 137 | -28  |  |
| 11                                  | Allemagne    | 1 | 0 | 4 | 123 | 134 | -11  |  |
| 12                                  | Angola       | 0 | 1 | 4 | 109 | 147 | -38  |  |

## Statistiques et récompenses

### Équipe-type
L'équipe du tournoi, appelée aussi « all star team », désigne les sept meilleures joueuses du tournoi à leurs postes respectifs.
Elle est composée de :
- Meilleure gardienne : Katrine Lunde,  Norvège
- Meilleure ailière gauche : Orsolya Vérten,  Hongrie
- Meilleure arrière gauche : Lioudmila Postnova,  Russie
- Meilleure demi-centre : Oh Seong-ok,  Corée du Sud
- Meilleure pivot : Else-Marthe Sørlie-Lybekk,  Norvège
- Meilleure arrière droit : Irina Bliznova,  Russie
- Meilleure ailière droite : Ramona Maier,  Roumanie

### Meilleures marqueuses
Les meilleures marqueuses du tournoi sont :
| Rang | Joueuse             | Nation       | Buts | Tirs | %      | 7 m   | MJ | BPM |
| ---- | ------------------- | ------------ | ---- | ---- | ------ | ----- | -- | --- |
| 1    | Ramona Maier        | Roumanie     | 56   | 78   | 71,8 % | 20/25 | 8  | 7,0 |
| 2    | Anita Görbicz       | Hongrie      | 49   | 105  | 46,7 % | 15/25 | 8  | 6,1 |
| 3    | Hong Jeong-ho       | Corée du Sud | 44   | 66   | 66,7 % | 28/33 | 8  | 5,5 |
| 4    | Moon Pil-hee        | Corée du Sud | 42   | 83   | 50,6 % | -     | 8  | 5,3 |
| 5    | Johanna Ahlm        | Suède        | 40   | 95   | 42,1 % | 10/16 | 8  | 5,0 |
| 6    | Park Chung-hee      | Corée du Sud | 37   | 62   | 59,7 % | -     | 8  | 4,6 |
| 6    | Lioudmila Postnova  | Russie       | 37   | 76   | 48,7 % | -     | 8  | 4,6 |
| 8    | Irina Bliznova      | Russie       | 36   | 70   | 51,4 % | 3/7   | 8  | 4,5 |
| 9    | Liu Yun             | Chine        | 35   | 49   | 71,4 % | 18/25 | 8  | 4,4 |
| 10   | Ionela Stanca-Gâlcă | Roumanie     | 33   | 41   | 80,5 % | -     | 8  | 4,1 |
| 10   | Linnea Torstenson   | Suède        | 33   | 90   | 36,7 % | -     | 8  | 4,1 |

### Meilleures gardiennes de but
Les meilleures gardiennes de but du tournoi sont :
| Rang | Joueuse               | Nation       | %   | Arrêts | Tirs | MJ | APM  |
| ---- | --------------------- | ------------ | --- | ------ | ---- | -- | ---- |
| 1    | Katrine Lunde         | Norvège      | 42% | 120    | 283  | 8  | 15,0 |
| 2    | Amandine Leynaud      | France       | 40% | 38     | 96   | 8  | 4,8  |
| 2    | Valérie Nicolas       | France       | 40% | 105    | 264  | 8  | 13,1 |
| 4    | Luminița Dinu-Huțupan | Roumanie     | 39% | 97     | 248  | 8  | 12,1 |
| 5    | Lee Min-hee           | Corée du Sud | 38% | 36     | 95   | 8  | 4,5  |
| 6    | Inna Souslina         | Russie       | 37% | 59     | 158  | 8  | 7,4  |
| 7    | Oh Yong-ran           | Corée du Sud | 36% | 83     | 231  | 8  | 10,4 |
| 7    | Clara Woltering       | Allemagne    | 36% | 44     | 121  | 5  | 8,8  |
| 9    | Sabine Englert        | Allemagne    | 34% | 30     | 87   | 5  | 6,0  |
| 10   | Katalin Pálinger      | Hongrie      | 33% | 108    | 323  | 8  | 13,5 |